# 마쓰다이라 노리히사
마쓰다이라 노리히사(일본어: 松平乗久, 간에이 10년 2월 20일(1633년 3월 29일）~ 조쿄 3년 7월 17일(1686년 9월 4일))는 에도 시대 전기의 다이묘이다. 고즈케 다테바야시번 제2대 번주, 시모사 사쿠라번주, 히젠 가라쓰번 초대 번주를 지냈다. 오규 마쓰다이라 종가 제8대 당주.

## 생애
간에이 10년(1633년), 다테바야시번주 마쓰다이라 노리토시의 장남으로서 탄생. 조오 3년(1654년), 부친의 사망으로 가독을 계승한다. 이때 이즈미 마모루로부터 궁내 소보로 천임했다. 간분 원년(1661년) 윤8월, 시모사쿠라로 이봉되어 엔포 6년(1678년) 1월 23일에 히젠 카라츠로 이봉되었다.
조쿄 3년(1686년) 7월 17일에 에도에서 사망하였다. 향년 54세. 대를 둘째 아들 마쓰다이라 노리하루가 이었다.
| 전임 마쓰다이라 노리나가 | 제8대 오규 마쓰다이라 종가 당주 1654년 ~ 1686년 | 후임 마쓰다이라 노리하루 |

| 전임 마쓰다이라 노리나가 | 제2대 다테바야시번주 (오규 마쓰다이라가) 1654년 ~ 1661년 | 후임 도쿠가와 쓰나요시 |

| 전임 막부령(홋타 마사노부) | 사쿠라번주 (오규 마쓰다이라가) 1661년 ~ 1678년 | 후임 오쿠보 다다토모 |

| 전임 오쿠보 다다토모 | 제1대 가라쓰번주 (오규 마쓰다이라가) 1678년 ~ 1686년 | 후임 마쓰다이라 노리하루 |